# Amadis (Massenet)
Amadis és una òpera en quatre actes (el primer és un pròleg) de Jules Massenet sobre un llibret en francès de Jules Claretie, basat en la novel·la de cavalleria castellana Amadís de Gaula, de Garci Rodríguez de Montalvo. Es va estrenar a l'Òpera de Montecarlo el dia 1 d'abril de 1922, dirigida per Léon Jehin.

## Context
L'obra es va estrenar deu anys després de la mort del compositor. En aquella època, el director de l'Opéra de Montecarlo era Raoul Gunsbourg, qui havia encarregat a Massenet la composició de sis òperes. Les altres cinc van ser Chérubin (1905), Don Quichotte (1910), Roma (1912), Panurge (1913) i Cléopâtre (1914). Els decorats va ser obra de Visconti i d'Eugène Frey. Bellini va crear la coreografia del ballet de les fades.
Massenet va començar a compondre aquesta òpera l'any 1895 i, després d'abandonar-la durant un temps, la va acabar secretament al llarg dels últims anys de la seva vida. Amadis és una de les tres òperes de Massenet estrenades després de la mort del compositor, les altres dues van ser Panurge i Cléopâtre. El compositor va arribar a dir d'Amadis que era el seu testament musical.
Amadis no ha estat pas una òpera popular, però va ser rellançada (i enregistrada pel segell Koch Swann) amb ocasió de la Biennale Massenet de Sant-Étienne, de l'any 1988, i el mateix any va ser enregistrada a la sala Wagram pel segell Forlane, amb l'Orquestra i Cors del Teatre Nacional de l'Òpera de París, dirigits per Patrick Fournillier. Els cors van ser dirigits per Amadeo de Sabata.

## Personatges
| Paper                | Tessitura      | Estrena, 1 d'abril de 1922 (direcció: Léon Jehin) |
| -------------------- | -------------- | ------------------------------------------------- |
| Amadis               | contralto      | Djéma Vécla (Margherita Grandi)                   |
| Floriane             | soprano        | Nelly Martyl                                      |
| Galaor               | tenor          | Paul Goffin                                       |
| El Rei Raimbert      | baix operístic | Gustave Huberdeau                                 |
| Wenzel de Noruega    | tenor          | Charles Delmas                                    |
| Zorzi de Sicília     | tenor          | Carlo Bertossa                                    |
| Curneval de Turíngia | tenor          | Sini                                              |
| Perdigon d'Irlanda   | baríton        | Luigi Ceresole                                    |
| Arnaud d'Aquitània   | baríton        | Amurgis                                           |
| Golias d'Espanya     | baríton        | Morange                                           |
| Orlinde              | soprano        | Lucette Korsoff                                   |
| Béatrice             | soprano        | Bilhon                                            |
| Simone               | soprano        | Rossignol                                         |
| Guillemette          | soprano        | Orsoni                                            |
| Marguerite           | soprano        | Rogery                                            |
| Hélène               | soprano        | Lecroix                                           |
| La Fée               | parlat         | Féval                                             |
| Caçador              | parlat         | Stéphane                                          |
| Princesa Elisène     | mut            | Sedova                                            |
| Amadis i Galaor nens | mut            | Germans Rosa                                      |

## Argument
La història es desenvolupa en l'Armòrica i tracta sobre els germans Amadis i Galaor, separats quan tenien pocs anys.

### Acte I (pròleg)
Un bosc a Bretanya.
L'obra comença amb un pròleg, al qual els caçadors de la Bretanya veuen com la vídua princesa Elisène fuig amb els seus fills bessons dels soldats del seu pare, el rei de la Bretanya. El rei vol fer matar els nens, nascuts d'un matrimoni que ell no havia pas aprovat, i que a més, sent fills de Perion, rei de França, algun dia podrien reclamar els seus drets sobre el tron de la Bretanya. Les fades protegeixen als nens, fent-los sentir la tendresa de sa mare. Uns espectres prediuen, i així ho expliquen a les fades i a la princesa, el futur enfrontament entre els germans, per causa d'un amor.
Elisène se sent morir d'esgotament, però abans entrega a cada fill un jade on Merlin ha incrustat unes estrelles de diamants. D'aquesta manera, portant les pedres, es podran reconèixer si el futur els separa, evitant així que s'enfrontin entre ells. Després deixa dormit a Amadis sobre unes flors de lis i a Galaor sobre unes roses, i la princesa mort.
Els nens són separats, esdevenint un d'ells, Galaor, el «cavaller de la rosa», un cavaller errant guanyador de tornejos, i l'altre, Amadis, un heroi de la Gàl·lia, «el cavaller de lis», vencedor de les tempestes i dels pirates.
Números musicals:
El caçador: L'arbre des Fées!
Elisène (sense veu)
La Fée (sense veu)
El caçador: Voyez la bonne Fée!... On dirait qu'elle a peur!
Les pedres màgiques (sense veu)
La mort d'Elisène (sense veu)
El caçador: Veillez, chères marraines, veillez sur les enfants endormis

### Acte II
Al castell del rei Raimbert de Bretanya.
Els pirates escandinaus assetgen les costes de Bretanya. Raimbert, rei de Bretanya, promet a la seva filla Floriane que es casarà amb el cavaller que guanyi un torneig que s'organitzarà, al qual assistiran els cavallers més valents. El rei no té un successor, és ja molt vell, i necessita algú que lluiti contra els pirates del nord.
Arriben els cavallers al torneig. Floriane no somriu a cap d'ells, car somnia en secret amb Amadis, de qui va saber la seva existència gràcies a un llibre de cavalleria. Però Amadis no lluitarà al torneig, tot i ser-hi, i és Galaor qui el guanya i, per tant, qui ha de casar-se amb la princesa Floriane. La princesa acomiada a Amadis al final de l'acte, el cavaller s'ha enamorat d'ella.
Números musicals:
El poble: Salut au roi Raimbert!
El rei Raimbert: Seigneurs, c'et pour vous que la ville est en fête
El rei: Les écumeres de mer, les pirates du Nord
Galaor: Roi Raimbert, Galaor n'a jamais connu la défaite
El rei: Galaor, vous étes mon hôte
Els cavallers: Tous, nobles comme toi!
Floriane: O roi, mon père, je ne vois pas parmi ces chevaliers...
Floriane: Orlande, apporte-moi le beau livre aux images
Floriane: Amadis, chevalier de Gaule
Les acompanyants de Floriane: Ah! Viens beau Chevalier aux cheveux d'or
El rei: La lice est ouverte!
Amadis: Gaule! Gaule!
Amadis: Je suis celui qui vient pour chasser les pirates
Amadis: Si je tenais un pied au paradise
El torneig (sense veus)
Galaor: Chevalier, le ciel a prononcé
Amadis: De ce qui fut une arme, il me reste la croix!
Floriane: Adieu! Et que les Fées et le Sort te protègent

### Acte III
La landa.
Amadis viu com un ermità a un indret remot de la regió, a una landa. Trist, canta els seus estat anímic d'enamorat, però les fades estan molt atentes: si Amadis arriba al castell del rei aleshores s'enfrontarà al seu germà Galaor, sense saber que es tracta dels eu germà, i el matarà. La padrina d'Amadís, amb el suport dels esperits de la terra, del mar i de la llum de la Lluna, intenta confondre l'heroi en una seductora xarxa d'il·lusions.
Però l'amor que sent Amadis és més fort que els encanteris, i el cavaller aconsegueix partir cap al seu destí inevitable.
Números musicals:
Amadis: O Madone du Ciel, écoute les accents d'un malhereux
La fada (declamant): Jamais! Jamai, dis-tu
Amadis: O Floriane, que l'on ouvre mon coeur
Ronda de les fades (sense veu)
Cor (no visible): Regarde, nous sommes belles
Amadis: Le sourire divin, le seul sourire du monde
Floriane (una visió): Si, j'entends... une lointaine voix
Els fills de la Verge (ballet)
Amadis: La liberté! Demain, je combattrai Galaor!
La Creu

### Acte IV
A una immensa sala del castell del rei de Bretanya.
Arriba al castell el dia abans del Nadal, just el dia de les noces de Floriane i Galaor, es presenta, i desafia Galaor a un combat singular, i el fereix de mort. Quan Amadis descobreix que la pedra màgica al voltant del coll de Galaor és idèntica a la que ell du, ambdós les van rebre de sa mare quan eren petits, s'adona que ha ferit de mort al seu germà. Tots dos es reconeixen, i llavors Galaor demana a Amadis que es casi amb Floriane i que venci als pirates que amenacen les costes de Bretanya.
Números musicals:
El poble: Noël! Noël! La terre est blanche et le ciel bleu
Floriane: Ils chantent leurs Noëls
Els trovadors: Sur le rebec et sur la viole
Nens: Noël! Noël! Merci, Noël
Floriane: Ah! Tous ces cris joyeux s'enfonsent dans mon coeur
Les dames acompanyants de Floriane: Allons, souriez-nous, dolente damoiselle!
Entrada del rei i els valents (sense veu)
Galaor: A la princesse Floriane, sur mon salut éternel
Arribada d'Amadis (sense veu)
Galaor: Je te tenais à ma merci
Amadis: O bonne fée, ô ma marraine
La lluita entre els germans (sense veu)
Amadis: Galaor, regarde-moi
Amadis: Ah! Qu'ai-vu? Là, sur la poitrine sanglante
Galaor: Roi Raimbert, écoutez ma mourante prière
Tots: Que Dieu reçoive entre ses bras le fier chevalier de la Rose

## Enregistraments

### Àudios
| Any  | Elenc (Amadis, Galaor, Floriane, Raimbert)                      | Director            | Segell  |
| ---- | --------------------------------------------------------------- | ------------------- | ------- |
| 1989 | Hélène Perraguin, Didier Henry, Danièle Streiff, Antoine Garcin | Patrick Fournillier | Forlane |